# كارل فريدريش فويجت
كارل فريدريش فويجت (بالألمانية: Carl Friedrich Voigt)‏ (و. 1800 – 1874 م) هو نحات، وميدالي ‏ ألماني، ولد في برلين، توفي في ترييستي، عن عمر يناهز 74 عاماً.